# トリスを飲んでHawaiiへ行こう!
トリスを飲んでHawaiiへ行こう!（トリスをのんでハワイへいこう!）は、寿屋（現・サントリーホールディングス）が1961年（昭和36年）より実施したキャンペーン。山口瞳が担当したキャッチコピーは、同年の流行語になった。

## キャンペーン内容
キャンペーンは寿屋によって1961年9月に発表された。1等賞品はハワイ旅行積立預金証書（100名）。このほかに残念賞現金15,000円（400名）、2等トリスウイスタン（缶入りのハイボール）（1,500,000名）があった。当時、海外旅行は自由化されていなかったため、1等賞品はハワイ旅行ではなく積立預金証書となっている。そのため、当選者は当選後に毎月一定金額が旅行資金として積み立てられ、海外旅行自由化実施後にハワイへ行くという手続きが取られた。
キャンペーン期間中の9月11日から12月10日まで、寿屋のトリスウイスキー大瓶に2枚、ポケット瓶に1枚、抽選券が同封されていた。当選番号は翌年1月に発表された。発表後、1等と残念賞は抽選券を寿屋に郵送することで賞品が手に入り、2等は酒売店で引き換えとなった。
本キャッチコピーは、柳原良平のイラストと共に広告に使用された。新聞広告は1961年9月11日に掲載され、レイを首にかけたアンクルトリスと、ハワイ各島の地図が描かれている。またテレビCMでも、アロハシャツを着たアンクルトリスが登場する。
1964年（昭和39年）4月に海外旅行が自由化され、1等当選者は4月18日夜にハワイへと旅立った。しかし、1等当選者の大半は商品を現金（約40万円）と引き換えることを選択したため、実際にハワイへ行ったのはわずか4人であった。
サントリー（1963年に寿屋から社名変更）はこれ以後、1978年（昭和53年）と2004年（平成16年）にも同名のキャンペーンを展開し、更に2024年（令和6年）には「トリスでハワイ! キャンペーン」に改題し同様のキャンペーンを展開。また、2018年（平成30年）には同社のRTD系コーヒー飲料・紅茶飲料・ココア飲料・スープ飲料の各種ブランドである「BOSS」シリーズでもほぼ同様のキャンペーンを展開し、こちらは正真正銘当選者にハワイ旅行へ招待された。

## コピーの誕生
1961年当時、寿屋の宣伝部には山口瞳のほか、開高健、柳原良平らが在籍していた。イラストレーターの柳原は開高とアイディアを出し合い、トリスのキャラクターであるアンクルトリスを生み出した。また、1961年に開高の作ったコピー”「人間」らしくやりたいナ”は大きな評判を呼んだ。この年の9月に寿屋は新たにハワイのキャンペーンを展開することになっていたが、この当時、開高は作家としての仕事などで多忙を極めており、会社に出ることも少なくなっていた。そのため、このキャンペーンのコピーは山口が担当することになった。
山口が指示を受けたとき、すでに柳原によって絵とデザインは完成していた。山口は、なんとかして読者の心に残る広告を作ろうと、「机の下にもぐりこんだり、暗室で寝ころがったり」しながら考え、コピーを作り上げた。山口は、このコピーの表記は「トリスを／飲んで／Hawaiiへ／行こう！」であらねばならぬとして、これを「トリスをのんでハワイへいこう」などと書かれると泣きたくなると述べている。

## 評価

### 当時の評判
本コピーは評判となり、1961年の流行語にもなった。そのため、本作は山口瞳の広告コピーの出世作ともいわれる。山口は、同年9月に小説『江分利満氏の優雅な生活』が雑誌に発表されることになっていたため、広告が失敗したら会社を辞めるしかないと考えていた。そのため、この成功は山口を安心させた。

### 論評
1961年の日本は高度経済成長期にあり、レジャーブームが起こった年であった。レジャーという言葉は流行語になり、日本航空の国内線の年間乗客数は初めて100万人を超えた。一方、海外旅行については、1950年代から芸能人らによってハワイが紹介されることがあったものの、当時はまだ海外旅行の自由化もなされておらず、費用も高額で、庶民にとっては夢のような話であった。その時代にあって本コピーは、人々にハワイ旅行という夢を提示することで、当時の日本人に大きなインパクトを与えた。広告は時代を映す鏡といわれるが、以上のことから、本広告はむしろ時代を先取りし、引っ張ってゆくものであったと論じられることがある。なお、同じ1961年には映画「ブルーハワイ」が日本公開され、1963年には加山雄三主演の「ハワイの若大将」、森繁久彌主演の「社長外遊記」「続・社長外遊記」といった、ハワイを舞台にした映画が公開された。さらに1963年には10問連続で正解するとハワイへ行けるテレビ番組「アップダウンクイズ」（毎日放送制作・NET(現・テレビ朝日)系列）の放送が始まるなど、海外旅行自由化を前にハワイブームが巻き起こるようになる。
キャッチコピーとしては、トリスという庶民向けの日常的な酒と、ハワイという非日常的な憧れの単語を組み合わせることで、見る人に衝撃を与え、様々な想像をかきたたせたという論評がなされている。また、トリスを「買って」ではなく「飲んで」としたところも大きな特徴といわれている。さらに、ハワイを「Hawaii」と表記したところも特筆される。天野祐吉はこのコピーを見て、「Hawaiiはiが２つだったのか」と、「新鮮なおどろきを感じた」と述べている。
坪松博之は、本コピーは山口瞳の特徴である「語りかけ」が見られると指摘している。そして、この特徴は山口が書いた他のコピーと共通しており、後に手掛けた新成人・新社会人向け新聞広告にもつながるものだと論じている。
当時寿屋の社長だった佐治敬三は、1994年、山口との対談において、本コピーについて「端的であって、夢がある。ごっついコピーやったな、あれは」と振り返っている。